# Слайв, Сеймур
Сеймур Слайв (англ. Seymour Slive — Си́мор Слайв; 15 сентября 1920, Чикаго — 14 июня 2014, Кембридж) — американский искусствовед, специалист по голландскому искусству золотого века.

## Биография
Родился в семье еврейских иммигрантов из России Даниэла Сливе (портного) и Сони Рапопорт (фабричной работницы). В 1943 году получил степень бакалавра по истории искусств в Чикагском университете; в 1952 году — степень доктора философии там же. В годы Второй мировой войны служил в военно-морском флоте на Дальнем Востоке (1942—1946).
С 1950 года преподавал в Оберлинском колледже, с 1952 года в Помона колледже (заведующий кафедрой искусств в 1952—1954 годах). С 1954 года и до конца жизни — в Гарвардском университете (с 1961 года профессор, с 1991 года эмеритированный профессор, с 2014 года доктор искусств), в 1968—1971 годах — заведующий кафедрой изящных искусств, с 1975 года — директор Гарвардского худождественного музея.
Член-корреспондент Британской академии (1995).
Автор ряда монографий по творчеству Рембрандта, Якоба ван Рёйсдала (каталог-резоне в 2001 году), Франса Халса (в 1989 году опубликовал каталог-резоне Франса Халса, в 1970 и 2014 годах — обширные монографии по его творчеству).

## Семья
Жена (с 1946 года) — Зоя Григорьевна Сандомирская (сестра филолога-русиста Веры Сандомирской-Данэм), психотерапевт; трое детей.